# Frederico Francisco Stuart de Figanière e Morão
Frederico Francisco Stuart de Figanière e Morão CvNSC (Nova Iorque, 2 de Outubro de 1827 - Paris, 1908), 1.º Visconde de Figanière, foi um diplomata, escritor, historiador, poeta e ocultista português.

## Biografia
Frederico Francisco de Figanière foi filho do escritor e diplomata Joaquim César de Figanière e Morão (1798-1866), falecido em Nova Iorque e sepultado em Lisboa, no cemitério dos Prazeres (jazigo 1494, rua 15) e de Catherine Stuart Gifillan. Sobrinho do escritor Jorge César de Figanière e Morão (1813-1887), que trabalhou com Alexandre Herculano e fundou a Sociedade de Geografia de Lisboa.
Em 1848 casou com Josephine Hunt, que era filha do general do exército dos Estados Unidos. Entre 1850 e 1860 viveu em Londres, onde elaborou o inventario Catálogo dos Manuscritos Portugueses Existentes no Museu Britânico. Nessa altura ainda colaborou no Panorama.
Em 1859 publicou a obra que lhe deu fama como historiador, Memórias das Rainhas de Portugal, um trabalho sobre as rainhas portuguesas, desde D. Teresa até Santa Isabel.
Em 1861 publicou Vasco Peres, the Cooper of Alcobaça, um romance sobre a batalha de Aljubarrota.
Entre 1862 e 1870 viveu no Rio de Janeiro, onde terá recebido inspiração para produzir o seu romance em três volumes, Palmitos. Este foi escrito em inglês. Aliás, o visconde escreveu obras em inglês, francês e português.
Em 1863 foi eleito sócio correspondente do Instituto Histórico e Geográfico do Rio de Janeiro e da Academia de Ciências de Lisboa. Foi ainda eleito sócio do Instituto de Coimbra, da Associação dos Arquitectos e Arqueólogos, e agraciado com o grau de Cavaleiro da Ordem de Nossa Senhora da Conceição de Vila Viçosa. Foi ainda grã-cruz da Ordem de Santa Ana da Rússia e Fidalgo Cavaleiro da Casa Real.
Recebeu o título de visconde por decreto de 25 de Maio de 1870, por D. Luís I.
Entre 1870 e 1876 foi ministro plenipotenciário na Rússia, onde conheceu Helena Blavatsky.
Em 1878 publicou o poema em cinco cantos Elva: A Story of Dark Ages, baseado nas lendas do Nobiliário de D. Pedro. Muitas obras suas passam-se nos tempos medievais.
Em 1882 fixou-se em França, e devido à retirada leiloou a sua biblioteca de Lisboa, cujo catálogo foi publicado e inclui obras de vários géneros e autores, entre os quais Lord Byron, Percy Bysshe Shelley, Alexander Pope, Platão, Diogénes Laércio, Cícero, Alexandre Herculano, Tertuliano e Charles Darwin.
Em 1889 publicou a sua última obra, Estudos Esotéricos: Submundo, Mundo, Supramundo onde denota as influências sentidas na sua estadia pela Rússia e a Sociedade Teosófica da qual Mme. Blavatsky era a fundadora principal.
Foi vegetariano.

## Obras
- Acerca da Reclamação feita ao Governo Português pelo Apresamento do Corsário Americano «General Armstrong» (1850)
- A Chronological Table of the European Emperors, Kings and Sultans, of the Popes, and of the Dogs of Venice, from the Year of Our Lord 800 to the Present Day (1850)
- O Magnetoscópio de Ruter (in «A Semana»), (1851)
- Notes Taken during a trip to Santarém, Batalha and Alcobaça (1852)
- O Bote Tubular Salva-Vidas de Richardson (in «O Panorama»), (1853)
- Catálogo dos Manuscritos Portuguesas Existentes no Museu Britânico (1853)
- A Guerra e o Comércio Livre – Ensaio (1854)
- Documentos Inéditos Acerca do Conde de Avranches (1856)
- Memórias das Rainhas de Portugal (1859)
- Alguns Reparos e Explicações (in «Arquivo Pitoresco»), (1860)
- The Shoemaker of Sevilla (Conto. in «The New York Ledger»), (1861)
- The Phantom’s Cave (Conto. in «The New York Ledger»), (1861)
- A Millionaire’s Revenge (Conto. in «The New York Ledger»), (1861)
- Vasco Peres, the Cooper of Alcobaça (1861)
- A Liberdade e a Legislação Vistas à Luz da Natureza das Coisas (1866)
- Correspondência Oficial com o Governo de Sua Majestade e com o Governo Britânico, desde Junho de 1869 a Abril de 1870
- Palmitos. Novela. (1873)
- Lettres Japonaises sur la Civilization en Europe comme Produit du Christianisme et de la Voie qu’elle suit actuellment (1875)
- My Recolections of Russia (1877)
- Notes on Russian Life. By one who has lived in Russia. (in «Financial Opinion»), (1877)
- Elva: A Story of Dark Ages (1878)
- Suum quique (1880)
- Quatro Regras de Diplomacia (1881)
- Catalogo Metódico da Livraria do Visconde de Figanière (1882)
- Guesto Ansures. Quadros da Vida Neo-Gótica (1883)
- Memória sobre o valor da Expressao «Aquas Aquaram» dos Diplomas Antigos (1884)
- Estudos Esotéricos: Submundo, Mundo, Supramundo (1889).